# Gymnopsidia
Gymnopsidia is een vliegengeslacht uit de familie van de dambordvliegen (Sarcophagidae).

## Soorten
- G. inflaticornis (Allen, 1926)